# Hofkapelle Langensteig

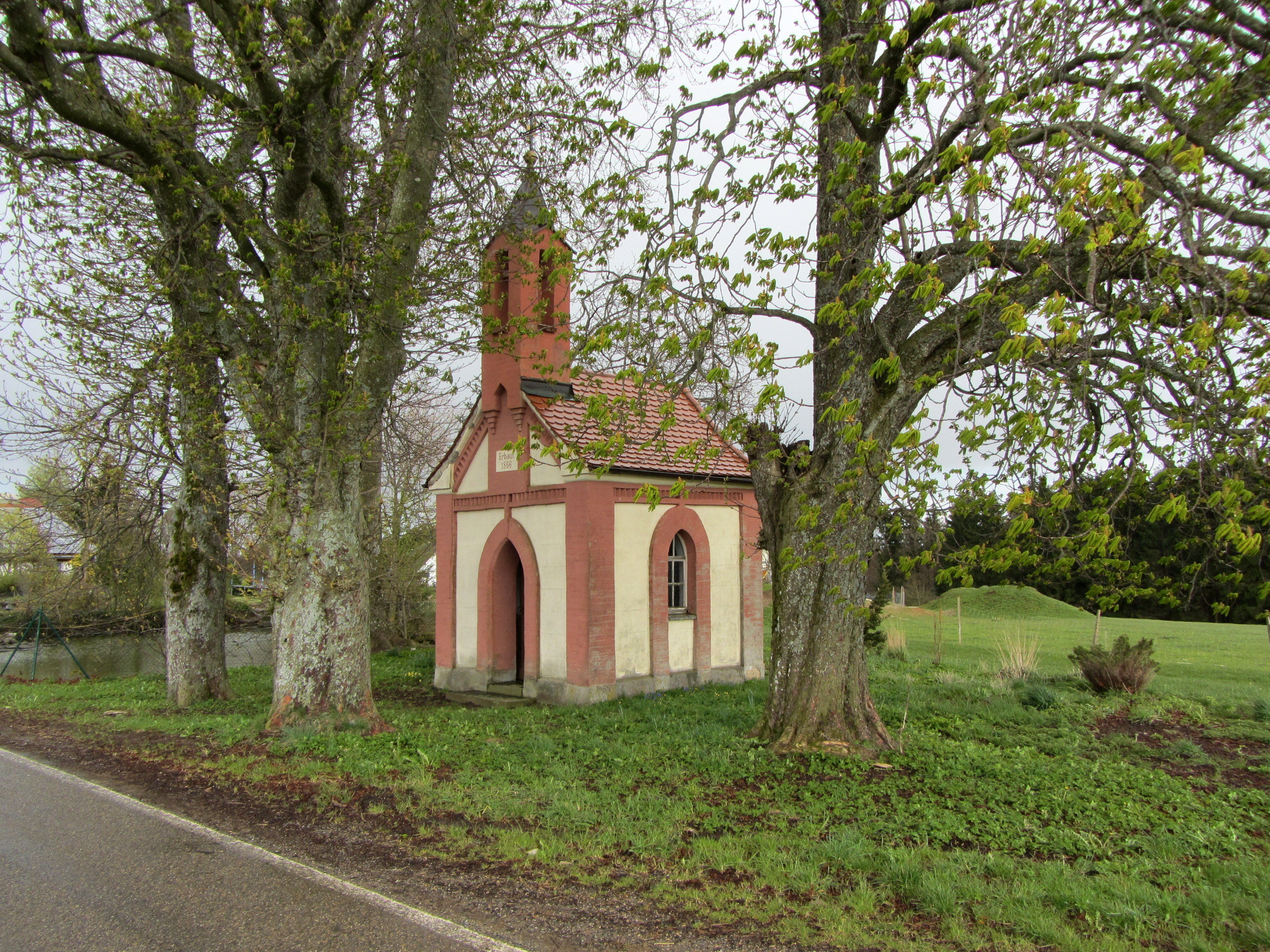
Hofkapelle Langensteig (2012)

Die Hofkapelle Langensteig ist eine Kapelle in Langensteig, einem Ortsteil von Aichstetten im Landkreis Ravensburg in Oberschwaben. Es handelt sich um ein Kulturdenkmal.

## Beschreibung
Die neugotische Gelöbnis-Kapelle liegt auf 708 m ü. NN auf dem Zeiler Schotterfeld, ungefähr drei Kilometer Luftlinie entfernt von der Kartause Marienau am Langensteig 1/2, wo die Landstraße 7920 in die Landstraße 7924 mündet. Sie befindet sich auf dem privaten Grund einer landwirtschaftlichen Hofstelle. Die Erbauerfamilie der Kapelle wohnte im Jahre 2012 nicht mehr auf der Hofstelle. Die dazugehörige Kirchengemeinde ist Bestandteil des Dekanats Allgäu-Oberschwaben und dort zugehörig zur Seelsorgeeinheit 21 Aitrachtal.
Im Jahre 1866 ließ der damalige Hofbesitzer die neugotische Kapelle errichten, um ein Gelöbnis einzulösen. Er war als Goldsucher in Amerika erfolgreich gewesen und bei seiner gesunden Rückkehr in die Heimat löste er das Gelöbnis mit dem Bau der Kapelle ein.
Die Kapelle hat einen neugotischen Dachreiter mit einer Glocke. Unmittelbar östlich der Kapelle befindet sich ein Teich. Sie ist von einer älteren Baumbepflanzung umgeben. Innerhalb der Kapelle befinden sich vier Kniebänke und ein neugotischer Altar. Das Retabel enthält drei Holzskulpturen aus unterschiedlichen Epochen. Die linke Skulptur ist eine Herz-Jesu-Statue, die mittlere zeigt den leidenden Heiland. Die rechte Statue ist eine Nachbildung der schwarzen Madonna von Einsiedeln. Links von dem Altar ist eine Maria Immaculata, rechts eine Figur des heiligen Antonius von Padua zu sehen.